# Dalmanutha

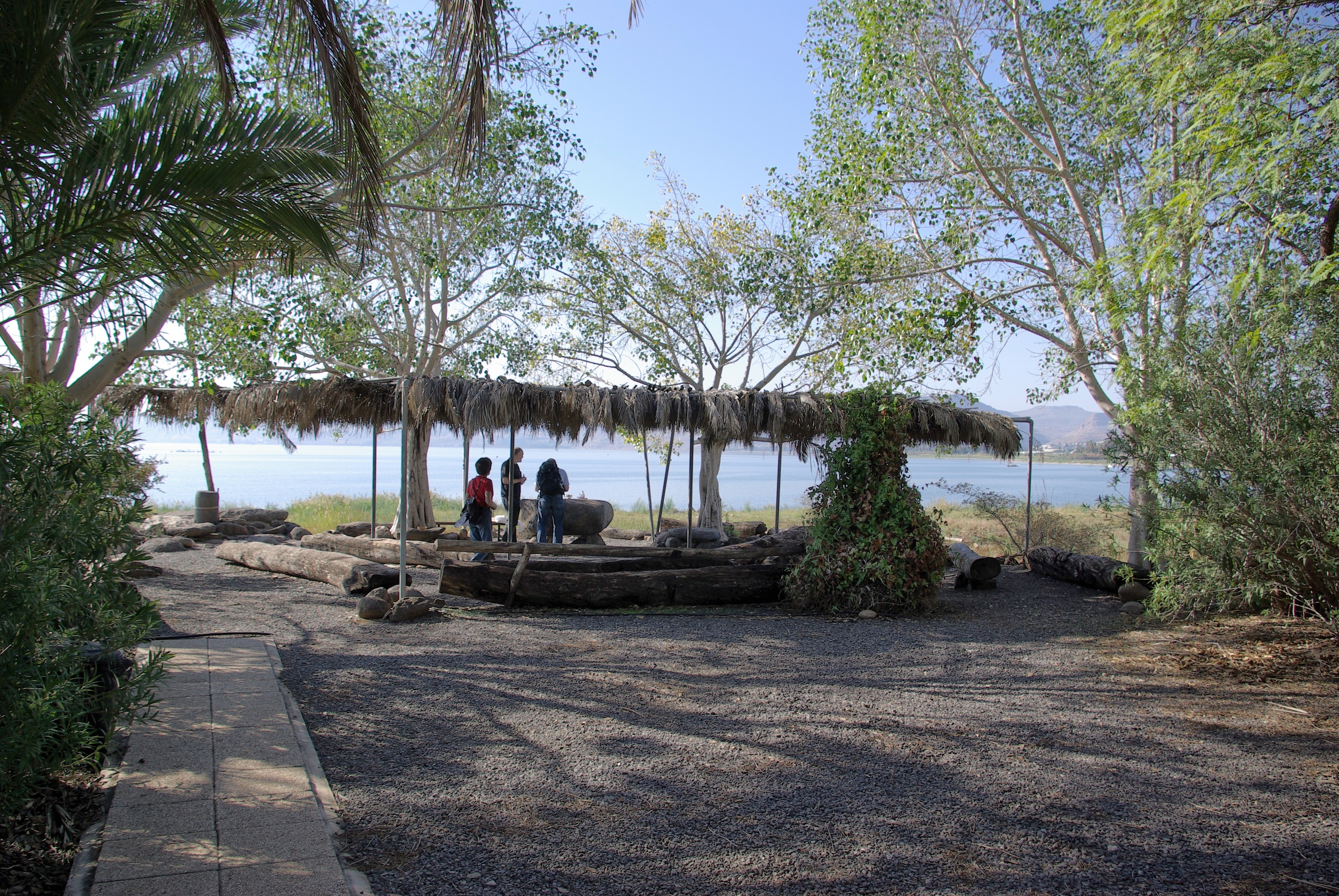
Lieu de culte proche de l'Église de la Multiplication, lieu supposé de la multiplication des pains.

Dalmanutha ou Dalmanoutha (δαλμανουθα) est la destination inconnue de Jésus sur les rives du lac de Tibériade après avoir nourri avec sept pains et quelques poissons les quatre mille personnes qu'il a enseignées, comme indiqué dans l'évangile de Marc (Mc 8,10). Comme le passage parallèle de l'Évangile selon Matthieu (Mt 15,39) fait quant à lui référence à "Magadan", considéré comme une forme variante de "Magdala", de nombreux exégètes situent cette localité à proximité de Magdala, la ville natale présumée de Marie-Madeleine.

## Statut archéologique
En 2013, l'archéologue britannique Ken Dark a annoncé avoir trouvé l'emplacement probable de Dalmanutha dans la plaine de Ginosar, situant la rive du lac appartenant à cette ancienne ville maintenant en ruine là où un bateau de pêche vieux de 2000 ans avait été découvert en 1996,.
Le bibliste Joel L. Watts conteste l'existence dune localité appelée Dalmanutha. Selon lui, « Dalmanutha » serait un indice pour les lecteurs de Marc rappelant la bataille autour de Magdala pendant la révolte juive.

## Transmission du nom de Dalmanutha
La ville sud-africaine de Dalmanutha tire son nom de cette localité biblique. Cette ville a été le théâtre de la dernière bataille de la 2e Guerre des Boers du 21 au 27 août 1900.